# ترانه‌های آراندبی بزرگسالان
جدول موسیقی ترانه‌های آراندبی بزرگسالان (انگلیسی: Adult R&B Songs)، که قبلاً ایرپلی آراندبی بزرگسالان (انگلیسی: Adult R&B Airplay) نامیده می‌شد، یک جدول موسیقی است که هر هفته توسط مجلهٔ بیلبورد منتشر می‌شود. این جدول موسیقی پخش ترانه‌هایی را رهگیری و اندازه‌گیری می‌کند که در ایستگاه‌های رادیویی بزرگسالان معاصر شهری که فهرست پخش آن‌ها عمدتاً متشکل از ترانه‌های آراندبی معاصر و آراندبی سنتی است، پخش می‌شوند. نیلسن اودیو گاهی اوقات از این قالب تحت عنوان رادیوی بزرگسالان معاصر شهری یاد می‌کند. بیلبورد این جدول را در سپتامبر ۱۹۹۳ ایجاد کرد و نخستین ترانهٔ آن «یک ترانه عاشقانه غم‌انگیز دیگر» اثر تونی برکستون بود.

## معیارهای جدول
در این جدول سی جایگاه وجود دارد و صرفاً بر اساس پخش رادیویی تهیه می‌شود. ۶۵ ایستگاه رادیویی ای‌سی شهری به‌صورت ۲۴ ساعته و هفت روز هفته به‌صورت الکترونیکی پایش می‌شوند. رتبه‌بندی ترانه‌ها بر اساس تعداد پخش‌های انجام‌شدهٔ هر ترانه در آن هفته انجام می‌شود.
ترانه‌هایی که بیشترین رشد را تجربه می‌کنند یک «گلوله» دریافت می‌کنند، اگرچه ترانه‌هایی وجود دارند که اگر تشخیص‌های از دست رفتهٔ آن‌ها از درصد مدت توقف فعالیت ایستگاه نظارت‌شده بیشتر نشود، نیز گلوله دریافت می‌کنند. جوایز «ایرپاور» به ترانه‌هایی تعلق می‌گیرد که برای نخستین بار در ۲۰ ترانهٔ برتر، هم در جدول پخش و هم جدول تماشاگران قرار می‌گیرند، در حالی که جایزهٔ «برترین دریافت‌کننده» به ترانه‌هایی با بیشترین افزایش در شمار شناسایی‌ها داده می‌شود. به ترانه‌ای با شش بار تکرار یا بیشتر در هفتهٔ اول یک «پخش افزوده» تعلق می‌گیرد. اگر دو ترانه در بیشترین تعداد تکرار در یک هفتهٔ یکسان با یکدیگر برابر باشند، ترانه‌ای که بیشترین افزایش را نسبت به هفتهٔ پیشین داشته‌است، رتبهٔ بالاتری خواهد داشت، اما اگر هر دو ترانه بدون توجه به شناسایی، میزان تکرار یکسانی را نشان دهند، ترانه‌ای که در ایستگاه‌های بیشتری پخش می‌شود رتبهٔ بالاتری خواهد داشت. ترانه‌هایی که پایین‌تر از ۱۵ ترانهٔ برتر قرار می‌گیرند و بیش از ۲۰ هفته در جدول بوده‌اند، از جدول حذف می‌شوند.

## دستاوردهای هنرمندان

### بیشترین حضور در شماره یک
| تعداد تک‌آهنگ‌ها | هنرمند        | منبع   |
| -------------- | ------------- | ------ |
| ۱۲             | آلیشا کیز     | [ ۳ ]  |
| ۱۱             | تونی برکستون  | [ ۴ ]  |
| ۹              | شارلی ویلسون  | [ ۵ ]  |
| ۸              | ماکسول        | [ ۶ ]  |
| ۸              | کیم           | [ ۷ ]  |
| ۷              | آر. کلی       | [ ۸ ]  |
| ۷              | مری جی بلایژ  | [ ۹ ]  |
| ۷              | هر            | [ ۱۰ ] |
| ۷              | برونو مارس    | [ ۱۱ ] |
| ۶              | برایان مک‌نایت | [ ۱۲ ] |
| ۶              | رابین تیک     | [ ۱۳ ] |
| ۶              | لوتر وندرس    | [ ۱۴ ] |
| ۶              | آشر           | [ ۱۵ ] |
| ۶              | ویتنی هیوستون | [ ۱۶ ] |
| ۶              | تانک          | [ ۱۷ ] |
| ۵              | آنیتا بیکر    | [ ۱۸ ] |
| ۵              | بیبی‌فیس       | [ ۱۹ ] |
| ۵              | بویز تو من    | [ ۲۰ ] |

### ترانه‌های دارای بیشترین هفته‌ها در ده ترانه برتر
| هفته‌ها | ترانه                          | هنرمند         | سال‌ها    | منبع   |
| ------ | ------------------------------ | -------------- | -------- | ------ |
| ۶۳     | «در فکر تو»                    | لوتر وندرس     | ۲۰۰۴–۰۵  | [ ۲۱ ] |
| ۶۲     | «عشق فرا می‌خواند»              | کیم            | ۲۰۰۳–۰۴  | [ ۲۱ ] |
| ۶۲     | «طول عمر»                      | ماکسول         | ۲۰۰۱–۰۲  | [ ۲۱ ] |
| ۵۳     | «نمی‌تونم رها کنم»              | آنتونی همیلتون | ۲۰۰۶–۰۷  | [ ۲۱ ] |
| ۵۰     | «خودم را در تو یافتم»          | برایان مک‌نایت  | ۲۰۰۶–۰۷  | [ ۲۱ ] |
| ۴۹     | «شرم»                          | تایریس         | ۲۰۰۱۵–۱۶ | [ ۲۱ ] |
| ۴۹     | «به‌دست آمد»                    | د ویکند        | ۲۰۱۵–۱۶  | [ ۲۱ ] |
| ۴۹     | «آراستن»                       | میگل           | ۲۰۱۲–۱۳  | [ ۲۱ ] |
| ۴۶     | «وقتی ما»                      | تانک           | ۲۰۱۷–۱۸  | [ ۲۱ ] |
| ۴۶     | «این چیزی است که من دوست دارم» | برونو مارس     | ۲۰۱۷–۱۸  | [ ۲۱ ] |

### هنرمندانی که در سه دهه متوالی یا بیشتر به تک‌آهنگ شماره یک رسیده‌اند
| هنرمند        | دهه‌ها                  | منبع          |
| ------------- | ---------------------- | ------------- |
| تونی برکستون  | ۱۹۹۰، ۲۰۰۰، ۲۰۱۰، ۲۰۲۰ | [ ۴ ]         |
| مری جی. بلایژ | ۱۹۹۰، ۲۰۰۰، ۲۰۱۰، ۲۰۲۰ | [ ۹ ]         |
| ماکسول        | ۱۹۹۰، ۲۰۰۰، ۲۰۱۰، ۲۰۲۰ | [ ۶ ]         |
| آر. کلی       | ۱۹۹۰، ۲۰۰۰، ۲۰۱۰       | [ ۸ ]         |
| آنیتا بیکر    | ۱۹۹۰، ۲۰۰۰، ۲۰۱۰       | [ ۱۸ ]        |
| آلیشا کیز     | ۲۰۰۰، ۲۰۱۰، ۲۰۲۰       | [ ۳ ]         |
| شارلی ویلسون  | ۲۰۰۰، ۲۰۱۰، ۲۰۲۰       | [ ۵ ] [ ۲۲ ]  |
| کیم           | ۲۰۰۰، ۲۰۱۰، ۲۰۲۰       | [ ۷ ]         |
| تانک          | ۲۰۰۰، ۲۰۱۰، ۲۰۲۰       | [ ۱۷ ]        |
| آشر           | ۲۰۰۰، ۲۰۱۰، ۲۰۲۰       | [ ۱۵ ] [ ۲۳ ] |